# 納穆利山
納穆利山(英語：Mount Namuli)是東非國家莫桑比克的山峰，位於該國中部贊比西亞省，分別距離古魯埃和姆蘭傑山約12公里和160公里，海拔高度2,419米，是全國第二高山峰，僅次於賓加山。